# Инюшка
Иню́шка — деревня в Беловском районе Кемеровской области. Входит в состав Старопестеревского сельского поселения.

## География
Центральная часть населённого пункта расположена на высоте 268 м над уровнем моря.

## Население
| 2010 |
| ---- |
| 334  |

### Половой состав
По данным Всероссийской переписи населения 2010 года, в деревне проживало 334 человека (163 мужчины, 171 женщина).